# Danjon (månkrater)
För andra betydelser, se Danjon.
Danjon är en nedslagskrater på månen. Danjon har fått sitt namn efter den franske astronomen André-Louis Danjon.
Kratern har en diameter på ungefär 69 km.

## Satellitkratrar
| Danjon | Latitud | Longitud | Diameter |
| ------ | ------- | -------- | -------- |
| J      | 12.8° S | 125.6° Ö | 23 km    |
| K      | 13.8° S | 125.1° Ö | 17 km    |
| M      | 13.9° S | 124.1° Ö | 12 km    |
| X      | 10.0° S | 122.8° Ö | 65 km    |